# ドメニコ・アルベルティ
ドメニコ・アルベルティ（Domenico Alberti, 1710年前後 - 1740年8月14日）は、18世紀イタリアの声楽家・チェンバロ奏者・作曲家。バロック音楽から古典派音楽への過渡期に活躍した。
アルベルティの生涯は短く、現在その作品はほぼ忘れ去られた状態にあるが、彼のチェンバロ・ソナタで多用される分散和音の音型はその名にちなんでアルベルティ・バスと呼ばれ、後のギャラント様式の音楽で多用された。

## 生涯
アルベルティはヴェネツィア出身で、声楽をアントニオ・ビッフィ、作曲をアントニオ・ロッティに師事した。アマチュア(dilettante)を自称していたが、歌手およびチェンバロ奏者としての名声は高かった。
ヴェネツィア共和国の大使ピエトロ・アンドレア・カッペッロに随行してスペインのマドリードに行き、1736年にその歌を聞いたファリネッリが賛嘆したという逸話がある。
1737年にモリナーリ侯爵に随行してローマに移った。彼のチェンバロ・ソナタはこの時期に書かれたと考えられている。ギターかリュートで自ら伴奏しながら歌いつつローマの街を歩くことを好んでいたという。
1740年に没し、ローマのサン・マルコ教会に葬られた。

## 主な作品
アルベルティは鍵盤楽器作品によって歴史に名を遺した。主要な作品はソナタで、36曲があったがその一部は散佚した。
1748年にロンドンのウォルシュから8曲からなるチェンバロ・ソナタ集（作品1）が出版された。いずれも2楽章構成で、各楽章は二部形式をとっている。アルベルティはこれらの鍵盤楽曲において、アルベルティ・バスの名称の由来となった、分散和音を多用する左手の伴奏書法を頻繁に用いている。
作品1の8曲以外はほとんど演奏される機会がなかったが、2015年にBrilliant Classicsからマヌエル・トマディンの演奏による鍵盤楽器曲全集の録音（CD4枚組）が発売された。
アルベルティは生前は歌手として知られ、メタスタジオのテクストによるセレナータ2曲（エンディミオーネ、ガラテア）、サルヴェ・レジーナ、多数の歌曲を書いたが、これらの声楽曲についてはほとんど注目されていない。

## 評価
チャールズ・バーニーはアルベルティをツィポーリ、ドメニコ・スカルラッティ、パラディエスと並んで18世紀イタリア最大の鍵盤楽器の演奏家・作曲家にあげている:424。
バーニーはまたジュゼッペ・ヨッツィというカストラート歌手がアルベルティのチェンバロ曲を自作と偽ってロンドンで演奏・出版する事件に遭遇した。たまたまヴェネツィアでアルベルティの作品を聞いたことのある人が盗作に気づいた。作品1の8つのソナタがロンドンで出版されることになったのはヨッツィがこれらの作品の作者でないことを明らかにするためだった:1008。ヨッツィがロンドンで出した版は現存しないが、ヨッツィは同じことをアムステルダムでも繰り返し、こちらの盗作版は現存している。バーニーは1745年の慈善コンサートでヨッツィがアルベルティのソナタを自作と偽って演奏するのを聞いたことがある:451。